# Камень-Краеньски
Камень-Краеньски (пол. Kamień Krajeński)  —  город  в Польше, входит в Куявско-Поморское воеводство,  Семпульненский повят.  Имеет статус городско-сельской гмины. Занимает площадь 3,65 км². Население — 2276 человек (на 2004 год).